# Sibara laxa
Sibara laxa är en korsblommig växtart som först beskrevs av Sereno Watson, och fick sitt nu gällande namn av Edward Lee Greene. Sibara laxa ingår i släktet Sibara och familjen korsblommiga växter. Inga underarter finns listade i Catalogue of Life.